# Bacia do Paraná

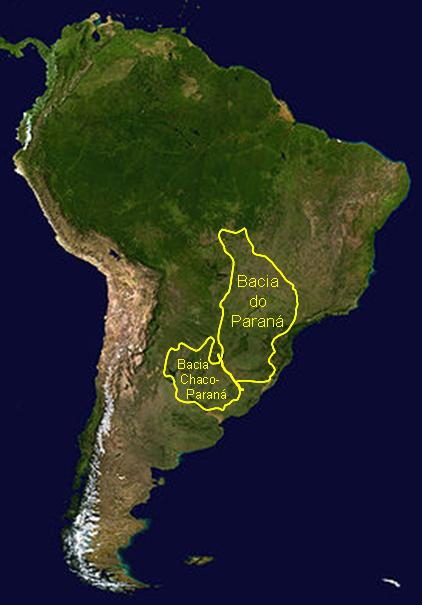
Área de ocorrência da Bacia do Paraná, na América do Sul

A Bacia Geológica do Paraná, ou simplesmente Bacia do Paraná, ou ainda Bacia Paranaica, é uma ampla bacia sedimentar situada na porção centro-leste da América do Sul. A sua área de ocorrência abrange, principalmente, o centro-sul do Brasil, desde o estado do Mato Grosso até o estado do Rio Grande do Sul, onde perfaz cerca de 75% de sua distribuição areal. Além do Brasil, ela também distribui-se no nordeste da Argentina, na porção leste do Paraguai e no norte do Uruguai. É uma depressão ovalada, com o eixo maior no sentido quase norte-sul, e possui uma área de cerca de 1,5 milhão de km².
Desenvolveu-se durante parte das eras Paleozoica e Mesozoica, e seu registro sedimentar compreende rochas formadas do Período Ordoviciano ao Cretáceo, abrangendo um intervalo de tempo entre 460 e 65 milhões de anos atrás. A seção de maior espessura, superior a 7 000 m, está localizada na sua porção central e é constituída por rochas sedimentares e ígneas. As rochas sedimentares da Bacia do Paraná são ricas em restos de animais e vegetais fossilizados.
A Bacia do Paraná é uma típica bacia flexural de interior cratônico, embora durante o Paleozoico fosse um golfo aberto para sudoeste para o então Oceano Panthalassa.  A gênese da bacia está ligada à relação de convergência entre a margem sudoeste do antigo supercontinente Gondwana, formado pelos atuais continentes América do Sul, África, Antártica e Austrália, além da Índia, e a litosfera oceânica do Panthalassa, classificando a bacia, pelo menos no Paleozoico, como do tipo antepaís das orogenias Gondwanides.

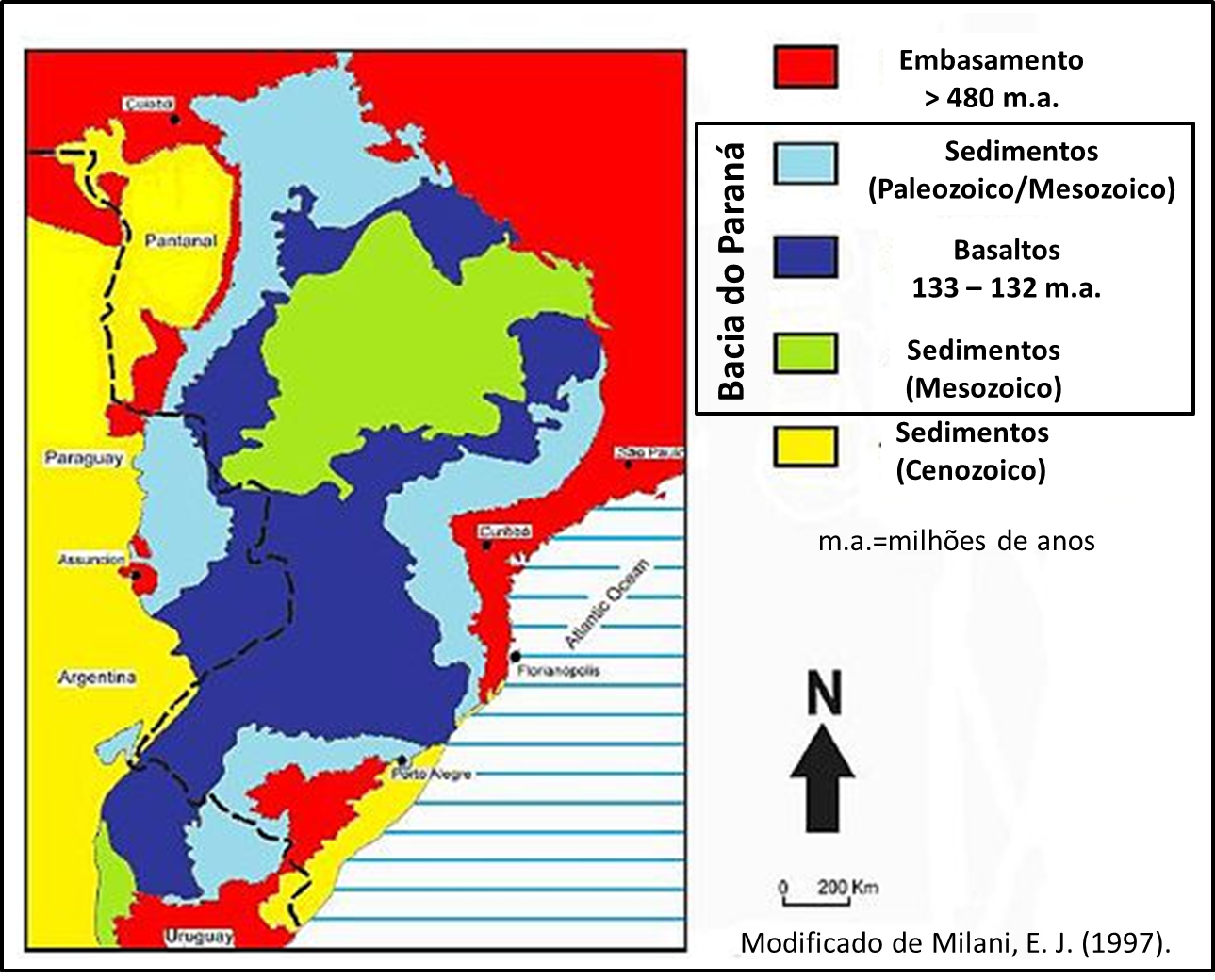
Mapa geológico simplificado da Bacia do Paraná (modificado de Milani, 1997)

O nome Bacia do Paraná é derivado do Rio Paraná, que corre aproximadamente no seu eixo central, no sentido norte-sul. A atual bacia hidrográfica do Rio Paraná está quase que inteiramente contida na Bacia do Paraná e possui enorme potencial hidroelétrico, devido ao grande volume de água, tanto do Rio Paraná quanto de diversos afluentes, aliado ao terreno acidentado da bacia. Os principais recursos naturais extraídos na Bacia do Paraná são: carvão mineral, água subterrânea, folhelho betuminoso e materiais para construção civil e indústria de transformação. Outros recursos encontrados na Bacia do Paraná são urânio e gás natural, ambos com uma jazida cada (vide Capítulo Recursos Naturais). Além disso, a maior parte dos solos apresentam elevada fertilidade química e/ou física, permitindo uma exploração agropecuária intensiva e rentável.

## Estudos pioneiros

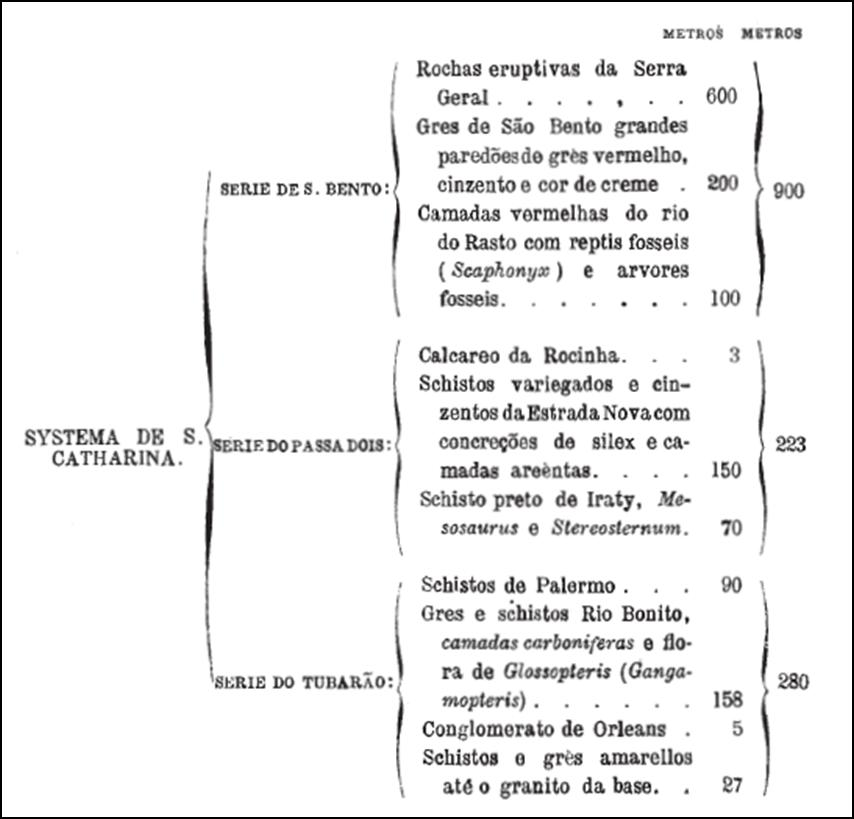
Coluna estratigráfica da Bacia do Paraná em Santa Catarina, conforme White (1908).

Os primeiros estudos sobre a Bacia do Paraná foram publicados na primeira metade do século XIX, ainda durante o período do Império Brasileiro, e tratam principalmente de estudos sobre carvão mineral. Durante os anos de 1875 a 1877, as rochas da Bacia do Paraná foram estudadas pela Comissão Geológica do Império do Brasil. Esta comissão foi constituída pelo Imperador D. Pedro II e coordenada pelo geólogo canadense Charles Frederick Hartt. O enfoque preliminar da comissão era o estudo da Geologia, da Paleontologia e das minas brasileiras. Os trabalhos básicos mais importantes desta fase inicial são representados pelas publicações de Orville Derby, em 1879 e 1883.
A primeira sondagem profunda para a pesquisa de petróleo no Brasil foi realizada na Bacia do Paraná, no município de Bofete, estado de São Paulo, por iniciativa do fazendeiro Eugênio Ferreira de Camargo. Este poço é considerado o primeiro poço de petróleo brasileiro, tendo sido perfurado entre 1892 e 1897. O poço atingiu uma profundidade de 488 metros e recuperou somente água sulfurosa e dois barris de petróleo.

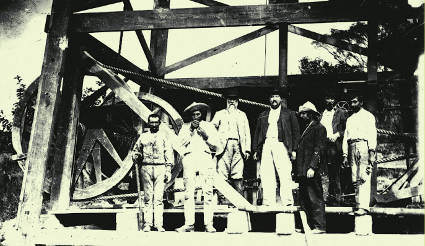
Eugênio Ferreira de Camargo e seus auxiliares ao lado da sonda que realizou a perfuração do primeiro poço de petróleo no Brasil, em Bofete, SP, ano de 1892

No início do século XX, o Governo Brasileiro criou a Comissão de Estudos das Minas de Carvão de Pedra do Brasil, para melhor conhecer o potencial do carvão mineral nacional que, até aquele momento, era explorado de forma incipiente no Sul do Brasil. Para tanto, foi contratado o geólogo Israel Charles White, na época Geólogo Chefe do West Virginia Geological and Economic Survey, nos Estados Unidos da América e especialista em carvão mineral, para ser o chefe da referida Comissão. Este trabalho, desenvolvido entre os anos de 1904 e 1906, resultou num vasto acervo de dados sobre os carvões, especialmente os de Santa Catarina, e sobre a estratigrafia e a paleontologia da Bacia do Paraná. Os trabalhos culminaram com a publicação, em 1908, do relatório final da comissão, hoje conhecido como Relatório White, e que foi um grande marco para o conhecimento da geologia da Bacia do Paraná. As denominações introduzidas por ele para a designação das unidades geológicas da Bacia do Paraná ficaram consagradas, tendo sido pouco modificadas na sua concepção ao longo dos tempos, tendo sido considerado por Milani et all como sendo o "marco zero" na sistematização estratigráfica da bacia.
Por outro lado, o trabalho de White documenta um precioso conteúdo científico no campo da Paleontologia: o reconhecimento da ocorrência de restos fósseis de Mesosaurus brasiliensis em estratos permianos do "Schisto preto de Iraty". Mais importante ainda, White correlacionou e propôs a equivalência das diversas unidades estratigráficas e conteúdo fossilífero da Bacia do Paraná com a Bacia do Karoo, na África do Sul, bem como com a região de Gondwana, na Índia, e citou como
| “ | grande probabilidade da hypothese que admitte que os continentes meridionaes, devem ter estado unidos, durante os períodos Permiano e Triássico, por grande porção de terras, agora submersas, a que Suess denominou "Terra Gondwana". | ” |
|   | — White (1908), . |   |

Atualmente, a Bacia do Paraná é uma das bacias mais estudadas em todo o continente sul-americano. Isso porque uma quantidade expressiva de recursos minerais passíveis de exploração econômica é encontrada, além dos recursos energéticos e da sua grande densidade populacional (veja abaixo).

### A Bacia do Paraná e a teoria da deriva continental

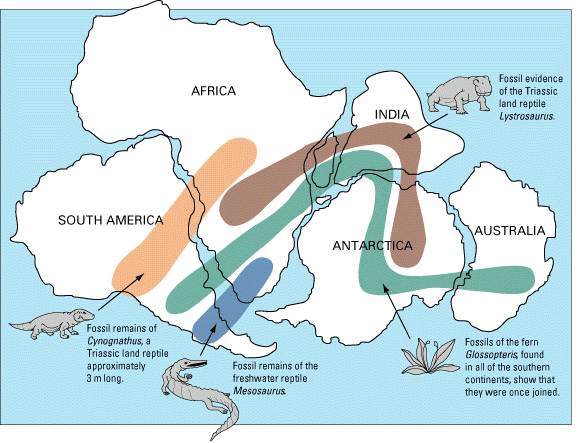
Distribuição geográfica dos fósseis gondwânicos (clique para ampliar e ver mais detalhes, em inglês).

Durante o século XIX, e início do século XX, foram encontrados e identificados inúmeros fósseis na Bacia do Paraná, tanto de animais que viveram em ambiente terrestre ou marinho raso quanto de vegetais continentais, e que também foram encontrados nos outros continentes do hemisfério sul, além da Índia, como por exemplo, e principalmente, os répteis mesossaurídeos e a flora Glossopteris. Estas descobertas tiveram um papel importante no desenvolvimento da teoria da deriva continental, precursora da atual teoria de tectônica de placas. A teoria da deriva continental foi apresentada pelo geólogo e meteorologista alemão Alfred Wegener em 1915, com a publicação de sua obra clássica: A Origem dos Continentes e Oceanos (Die Entstehung der Kontinente und Ozeane). Wegener afirmava que os continentes, hoje separados por oceanos, estiveram unidos numa única massa de terra no passado, por ele denominado de Pangaea (do grego "toda a Terra"), do Carbonífero superior, a cerca de 300 milhões de anos, ao Jurássico superior, a cerca de 150 milhões de anos, quando a Laurásia (atuais América do Norte e Eurásia) separou-se do Gondwana, que depois também dividiu-se, já no Cretáceo inferior, formando as atuais América do Sul, África, Antártida, Austrália e Índia.
Dois geólogos, um em cada lado do Atlântico Sul, tiveram grande contribuição para a defesa e desenvolvimento da teoria da deriva continental na primeira metade do século XX. Um deles foi o geólogo sul-africano Alexander Du Toit. O outro foi o geólogo alemão, radicado em Curitiba, Paraná, Reinhard Maack que, além de sua tese de doutorado sobre o tema, defendida na Universidade de Bonn, publicou inúmeros trabalhos sobre o assunto, tendo sido inclusive premiado pela UNESCO, órgão da ONU, pela sua defesa da Teoria da Deriva Continental.

#### Mesosaurus brasiliensis

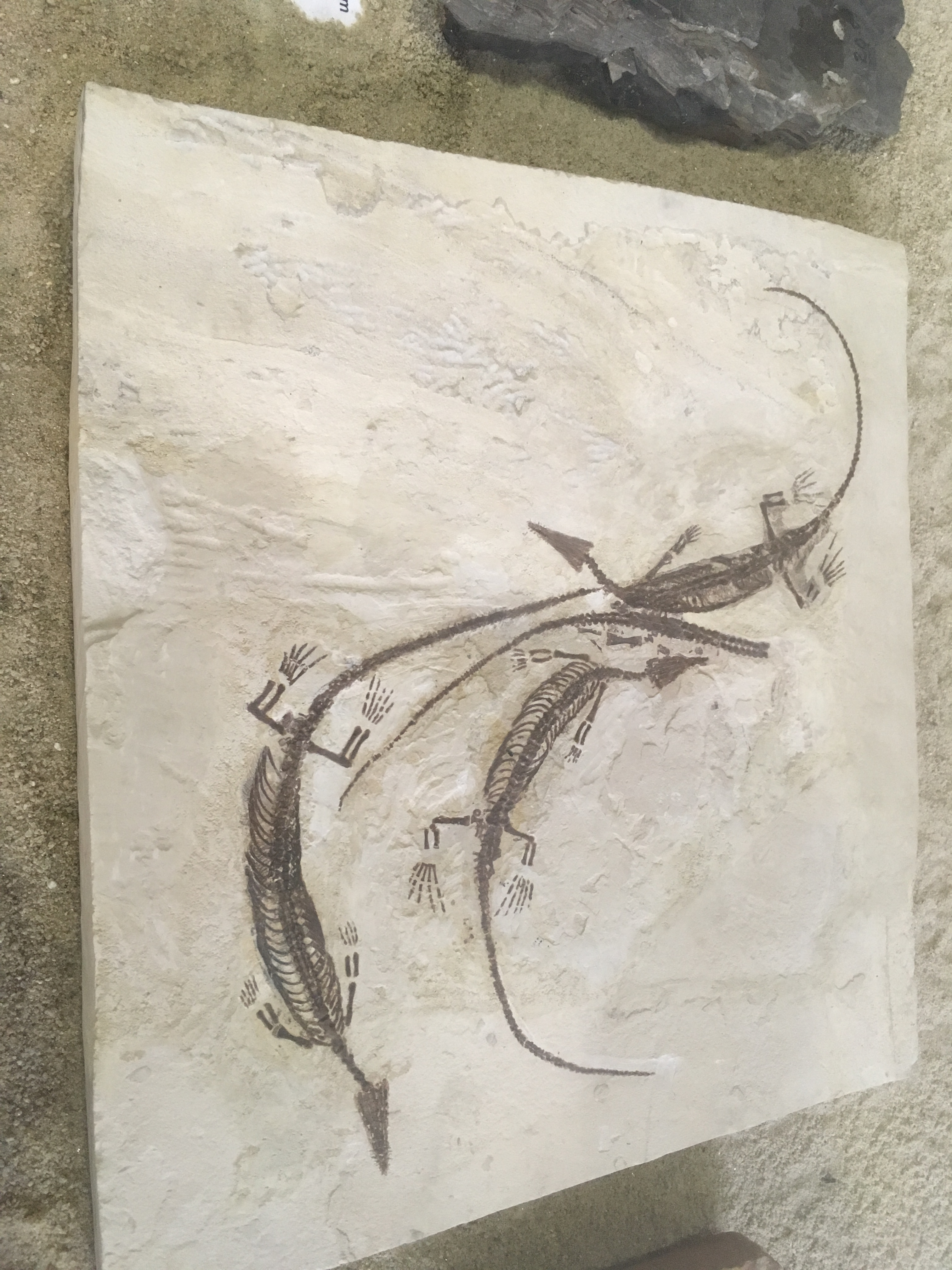
Fósseis de Mesosaurus em rocha calcárea da Fm. Irati, Permiano da Bacia do Paraná

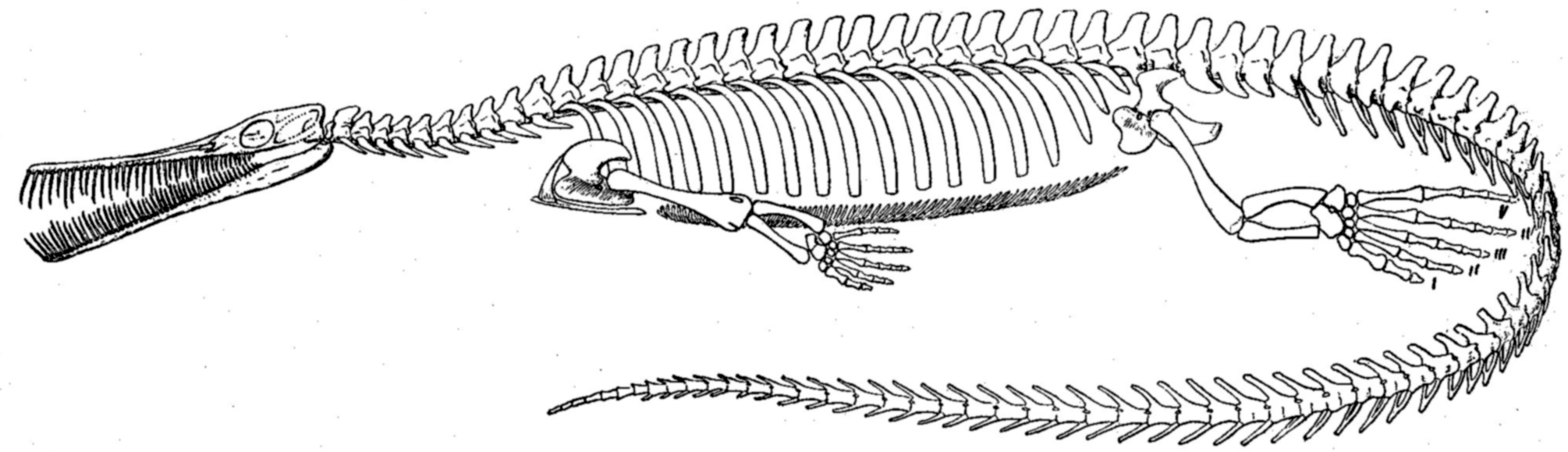
Esqueleto do Mesosaurus brasiliensis. Desenho original de Mac Gregor (1908).

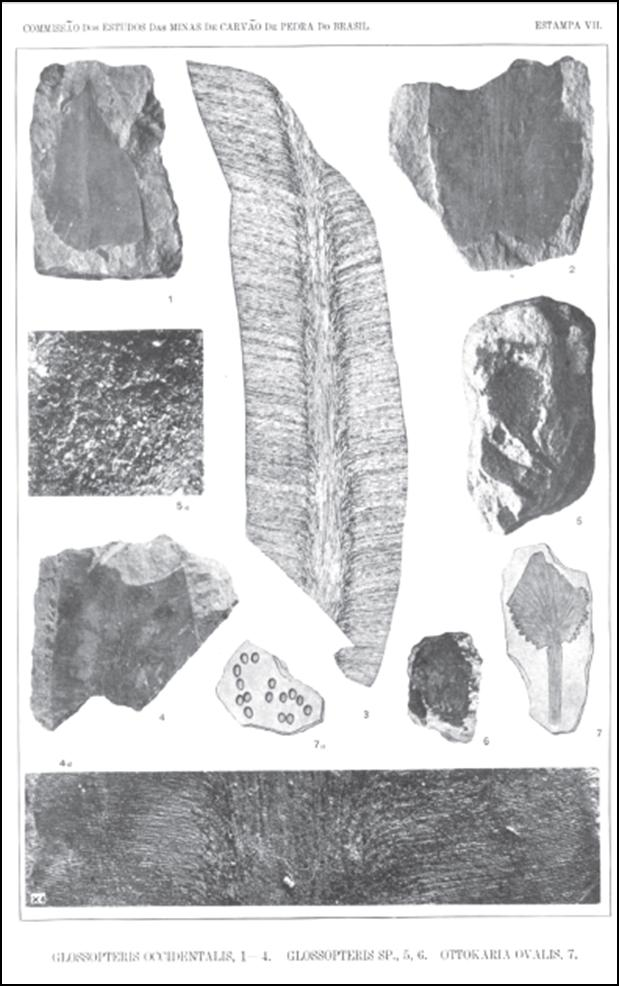
Exemplares fósseis da flora dos carvões da Bacia do Paraná, David White (1908).

O Mesosaurus brasiliensis (lagarto intermediário brasileiro) era um pequeno réptil aquático da família Mesosauria e que vivia em águas costeiras marinhas rasas. Possuía um corpo esguio e longa cauda, medindo cerca de um metro de comprimento quando adulto. Foi descrito e catalogado pioneiramente, em 1908, pelo americano John MacGregor, eminente paleontólogo da Universidade de Columbia em Nova Iorque, estudando fósseis encontrados nos folhelhos da Formação Irati e coletados por Israel White em afloramentos localizados próximos às estações ferroviárias de Irati e André Rebouças, na região central do estado do Paraná.
Esses répteis apareceram a cerca de 290 milhões de anos, durante o período Carbonífero, tendo seu auge ocorrido no Permiano. Alguns fósseis indicam que os últimos remanescentes dessa linhagem sobreviveram até o início do Triássico, a cerca de 230 milhões de anos. O primeiro exemplar de mesossaurídeo foi encontrado no sul da África e descrito por Paul Gervais em 1864, que o denominou de Mesosaurus tenuidens. No Brasil, o primeiro exemplar da família Mesosauria foi descrito pelo paleontólogo americano Edward Drinker Cope (1885), que o denominou de Stereoternum Tumidum. A ocorrência de uma mesma família de pequenos répteis nos dois lados do Atlântico foi logo vista por diversos geólogos e paleontólogos como um dos mais fortes argumentos a favor da teoria da deriva continental.

#### FloraGlossopteris
É considerado um fóssil guia mundial para as sequências gondwânicas. Esta flora é o principal conteúdo fossilífero dos carvões permianos encontrados no sul do Brasil e Uruguai. O primeiro trabalho a registrar a ocorrência de horizontes megaflorísticos associados às camadas de carvão dentro de um enfoque paleogeográfico e paleoclimático, na Bacia do Paraná, foi o estudo realizado pelo geólogo e paleobotânico americano David White em amostras de carvão coletados por Israel White, e publicado no Relatório White.
O estudo de White permitiu uma extensa correlação intra-gondwânica entre os depósitos de carvões permianos do sul do Brasil e aqueles registrados na Bacia do Karoo, África do Sul, na Austrália, Índia e Antártica, mostrando inclusive que esta última já esteve em paleolatitudes mais afastadas do polo sul do que ocorre atualmente, permitindo a ocorrência de uma extensa flora.
O termo original para designar o supercontinente que haveria ao sul, Gondwanaland, foi cunhado pelo geólogo britânico Eduard Suess em 1861, em referência à região de Gondwana, na Índia, onde esta flora foi encontrada pela primeira vez.

## Origem
A origem da Bacia do Paraná está ligada à relação de convergência entre a margem sudoeste do antigo supercontinente Gondwana e a litosfera oceânica do Panthalassa. O evento que marca o início da formação da Bacia do Paraná foi a geração de magmas no Ordoviciano, o chamado Basalto Três Lagoas, a mais de 4 500 metros abaixo da superfície terrestre atual. Entretanto, diversas são as hipóteses sobre os processos que resultaram na sua formação, marcada pela subsidência do eixo central e soerguimento de suas bordas, o que levou a maioria dos cientistas a assumir que diversos fatores devem ter contribuído. Assim, acredita-se que os fenômenos de subsidência devem ter iniciado no Ordoviciano, na chamada Fase Plataforma Estável, possivelmente devido à processos de estiramento litosférico e subsidência térmica, mudanças na distribuição das temperaturas na litosfera, mecanismos de flexura intracontinental devido ao carregamento tectônico nas margens de placas, propagação de esforços horizontais na litosfera, além do surgimento de rifte inicial no sentido norte-sul. Como todos esses eventos ocorreram concomitantemente aos eventos tectônicos da borda oeste do continente (onde hoje são os Andes), diversos cientistas estabelecem correlações causais diretas, enquanto outros afirmam que a relação é apenas temporal. Contudo, é praticamente consenso que os eventos orogênicos andinos proporcionaram a individualização da Bacia do Paraná, separando-a do Chaco paraguaio-boliviano, devido ao surgimento do Arco de Assunção, feição originada pela sobrecarga do cinturão andino sobre o continente.

## Estratigrafia

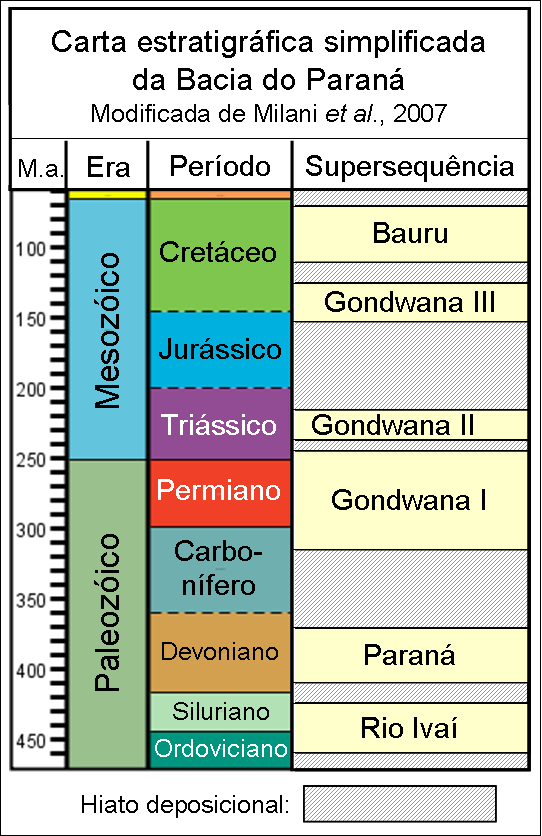
Carta estratigráfica simplificada da Bacia do Paraná (M.a.: milhões de anos).

A coluna estratigráfica da Bacia do Paraná foi subdividida por Milani (1997) em seis unidades alostratigráficas de segunda ordem ou supersequências, no senso de Vail et. al. (1977), isto é, separadas por hiatos significativos, como visto na figura ao lado (Carta estratigráfica simplificada da Bacia do Paraná). Estas unidades, descritas a seguir, definem o arcabouço estratigráfico da Bacia do Paraná e são separadas por expressivos hiatos deposicionais, causados por eventos erosivos.
Supersequência Rio Ivaí: a supersequência mais basal, de idade Neo Ordoviciana a Eo Siluriana, foi depositada quando a região constituía um imenso golfo preenchido pelas águas do
Panthalassa, e possui três formações geológicas: a mais antiga, denominada Formação Alto Garças, é constituída principalmente por arenitos quartzosos finos a grossos, pouco feldspáticos, e possui espessura máxima da ordem de 300 m. A seguir ocorre a Formação Iapó, que registra depósitos relacionados à glaciação Ordoviciana que afetou grandes porções do Gondwana, sendo formada basicamente por diamictitos. Sobrepondo estes diamictitos ocorre a Formação Vila Maria, uma espessa camada argilosa com conteúdo fóssil abundante de graptólitos, trilobitas, braquiópodos e quitinozoários.
Supersequência Paraná: a supersequência seguinte, de idade Devoniana, foi depositada quando a Bacia do Paraná passava por um ciclo transgressivo regressivo. Apresenta uma espessura máxima em torno de 800 m, chegando até alguns milhares de metros em alguns locais do território argentino, sendo estreitamente relacionada aos sedimentos do Chaco argentino-paraguaio-boliviano. A Supersequência Paraná é constituída por duas formações geológicas: Furnas e Ponta Grossa. A Formação Furnas é constituída por arenitos quartzosos brancos, caulínicos, de granulometria média à grossa, geometria tabular e que exibem estratificações cruzadas de diversas naturezas e porte. No topo da Supersequência Paraná ocorre a Formação Ponta Grossa, uma seção predominantemente argilosa e que, além de ser rica em macrofósseis, é uma das potenciais geradoras de petróleo da bacia. Entre os fósseis de animais encontrados nesta formação predominam invertebrados marinhos como braquiópodos, trilobitas, bivalvios, gastrópodes, anelídeos e equinodermos.
O período de maior expansão e subsidência da Bacia do Paraná ocorreu entre o Carbonífero e o Triássico, logo após um período em que houve profundas modificações tectônicas e climáticas na Gondwana. Durante esse período foram depositadas as supersequências Gondwana I e Gondwana II.

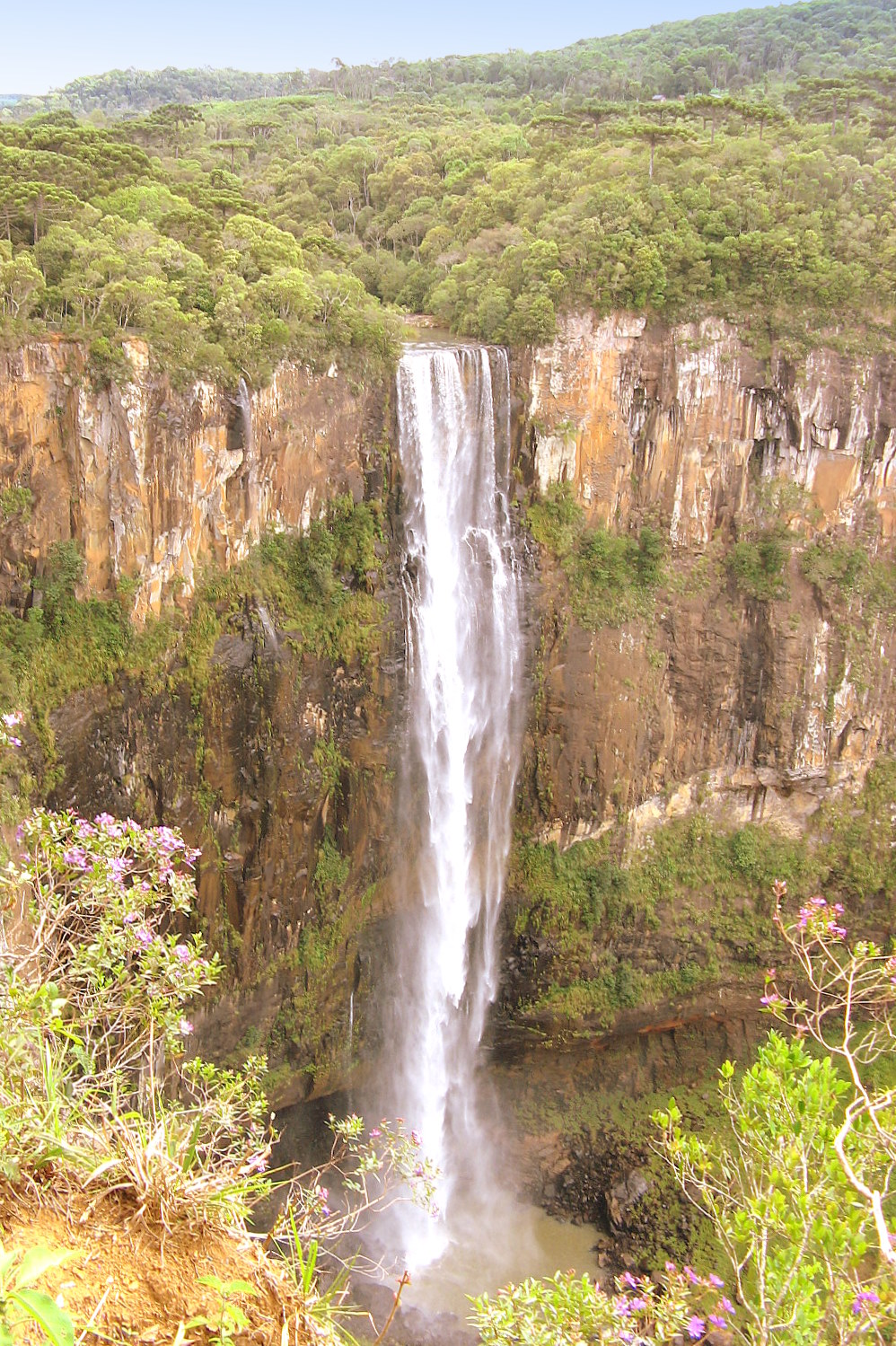
Afloramento de basaltos da Formação Serra Geral no Salto São Francisco, a maior queda d'água da região Sul do Brasil.

Supersequência Gondwana I: durante a deposição da Supersequência Gondwana, do Carbonífero superior ao Triássico inferior, foram acumulados sedimentos das unidades Aquidauana-Itararé que somam até 1500 m de espessura, a maioria deles de origem continental. Devido a esse longo período de deposição, a Supersequência Gondwana I possui duas características marcantes:

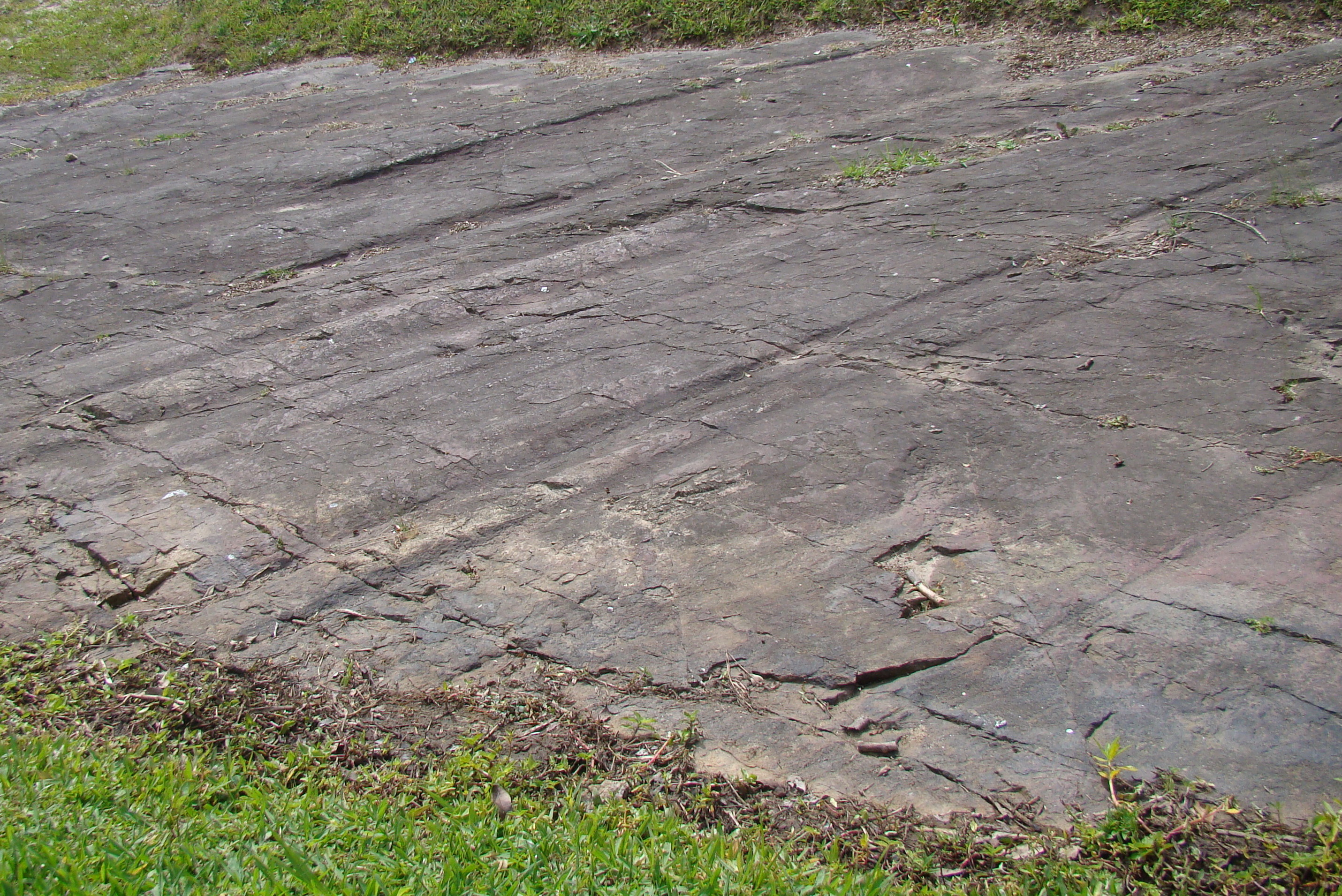
Pavimento estriado de Witmarsum, Paraná, Brasil. Estrias formadas por geleiras da Glaciação Karroo.

- A sua porção basal é um registro marcante da grande glaciação gondwânica, cujo pico ocorreu no Mississipiano (Carbonífero inferior), conhecida como Glaciação Karoo. A deglaciação, do Westafaliano (Carbonífero superior) até o Permiano inferior, gerou extensos depósitos glaciais. Estes depósitos são constituídos principalmente por arenitos, diamictitos, conglomerados e rochas argilosas que deram origem às formações geológicas Lagoa Azul, Aquidauana, Campo Mourão, Taciba e Rio do Sul, que estão agrupadas no Grupo Itararé. São comuns as fácies típicas de ambiente glacial, como por exemplo os varvitos.[2] Mesmo com a forte ação do gelo, o Grupo Itararé é rico em arenitos, especialmente na porção centro-norte da bacia, onde perfaz até 80% da coluna estratigráfica.[40]

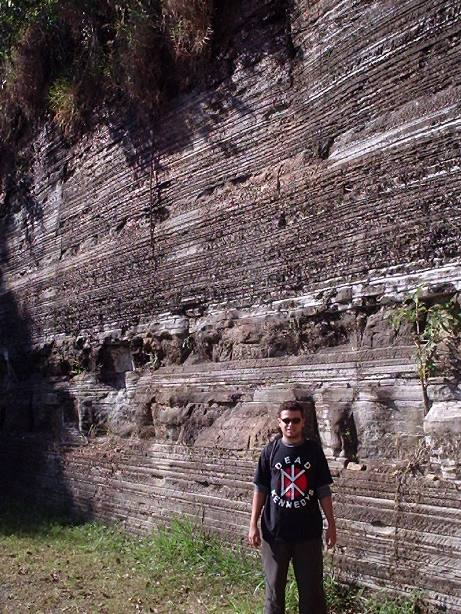
Afloramento de varvitos no Parque do Varvito, Itu, São Paulo.

- O declínio das condições glaciais, no Permiano médio, possibilitou o aparecimento da flora Glossopteris, na Formação Rio Bonito, e dos extensos depósitos de carvões que são extraídos, tanto na América do Sul, quanto na África do Sul.[2] Nesse período foram depositados sedimentos que deram origem às formações geológicas Rio Bonito, Dourados e Tatuí.[38]

Com o declínio das condições glaciais, ocorre uma transgressão marinha e tem início a deposição de folhelhos, siltitos e arenitos em ambiente de plataforma marinha rasa, os quais constituem as formações Palermo e Tatuí. No Permiano superior, tem origem a Formação Irati, representada por folhelhos betuminosos e calcários depositados em ambiente marinho restrito. A Formação Irati também é uma potencial geradora de petróleo, além de ser mundialmente famosa por conter a fauna de répteis Mesosaurus brasilienesis e Stereosternum tumidum, que permitiu a correlação da mesma com a Formação Whitehill, da Bacia Karoo, na África do Sul, suportando assim a hipótese da Teoria da Deriva Continental. O topo desta sequência marca o fim da fase marinha da Bacia do Paraná, ainda com a deposição da Formação Serra Alta, e o início da continentalização da mesma, com a deposição das formações Teresina, Corumbataí, Rio do Rasto, Sanga do Cabral e Pirambóia. Em rochas da Formação Sanga do Cabral, foi descoberta no estado do Rio Grande do Sul uma nova espécie de réptil e que viveu no início do Período Triássico, tendo sido denominado Elessaurus gondwanoccidens. A análise do esqueleto indicou que a espécie é o parente mais próximo conhecido dos Tanystropheus.
Supersequência Gondwana II: durante o início do Triássico, boa parte da Bacia do Paraná parece não ter sofrido subsidência, com exceção de alguns locais devido a falhamentos, possibilitando a deposição de sedimentos de origem
fluvial e lacustre. Essas deposições foram de curta duração e restritas aos territórios atuais do estado do Rio Grande do Sul e à porção norte do Uruguai. Duas são as formações geológicas originadas dessas deposições: a Formação Santa Maria e a Formação Caturrita. A Formação Santa Maria é composta basicamente por lamitos vermelhos. Nesta supersequência são encontradas uma das mais importantes "florestas petrificadas" do planeta, além de uma importante fauna fóssil de dinossauros, e outros grupos de répteis e de mamíferos terrestres, correlacionáveis com a Argentina e África do Sul.
Supersequência Gondwana III: Esta supersequência, depositada do Jurássico superior ao Cretáceo superior, marca a ocorrência de dois eventos de grande importância. A sua porção basal indica a ocorrência de uma grande desertificação do ainda continente Gondwana, o "deserto Botucatu", semelhante ao deserto do Saara e com área superior a um milhão de km². Os extensos campos de dunas formaram os espessos pacotes de arenitos de granulometria fina à média da Formação Botucatu. A sua espessura é inferior no sul da Bacia do Paraná, sendo inclusive ausente em algumas partes do Rio Grande do Sul, o que indica a ausência de sincronismo nos campos de dunas. Atualmente,  a Formação  Botucatu, associada às Formações Piramboia,  Sanga do Cabral (antiga Rosário do Sul), Tacuarembó, Buena Vista e Missiones, constituem o que se chama de Sistema Aquífero Guarani, cuja espessura varia entre aproximadamente 200 e 800 metros.

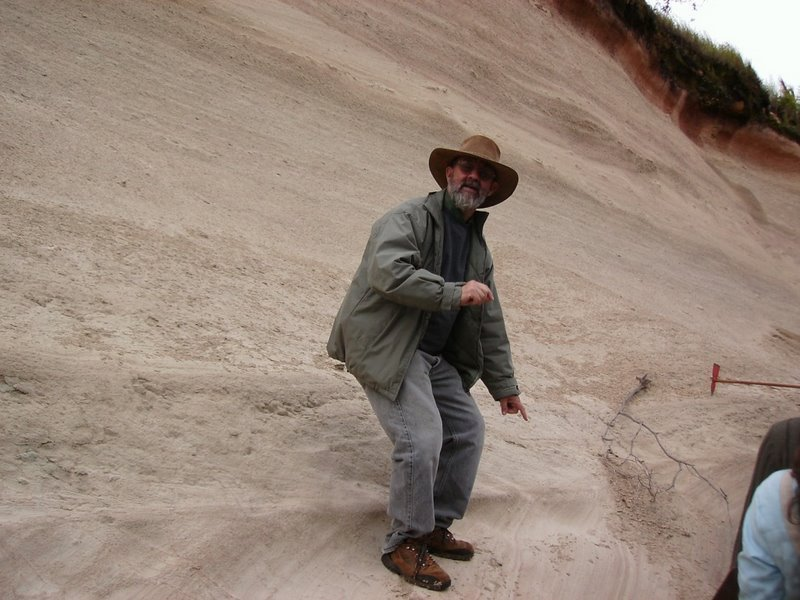
Afloramento de arenitos eólicos da Formação Botucatu.

A partir do Triássico, houve um período de reativação da plataforma continental, com expressivos rifteamentos e extensivos processos vulcânicos, cuja intensidade máxima se deu no Cretáceo e se estendeu até o Terciário, fruto do processo de ruptura do Gondwana e à formação do Atlântico sul. Volumes gigantescos de lavas acabaram sendo injetados e extravasados em toda a Bacia do Paraná, cobrindo todo o deserto Botucatu em dezenas de derrames. As rochas formadas a partir desse processo, principalmente basaltos, deram origem a Formação Serra Geral. Estas rochas se estendem pelo continente africano, através da Bacia de Etendeka, na Namíbia e na Angola. Os eventos de derrames de lavas que deram origem a Formação Serra Geral constituem a maior manifestação de vulcanismo conhecida no planeta. Atualmente, após mais de 100 milhões de anos do derramamento, três quartos da Bacia do Paraná ainda continua recoberto por derrames vulcânicos da Formação Serra Geral, cobrindo cerca de 1 milhão de km², com até mais de 2000 m de espessura e um volume total de aproximadamente 650 mil km³, sendo comumente conhecido como Trapp do Paraná e Província Magmática do Brasil meridional.
Bacia Bauru: Após o término do vulcanismo que gerou os derrames basálticos da Formação Serra Geral, houve a instalação de uma nova bacia sedimentar, a Bacia Bauru, de idade Cretáceo superior, e localizada sobre a porção centro-norte da Bacia do Paraná, nos estados de Minas Gerais, São Paulo, Paraná, Mato Grosso do Sul, Goiás e Mato Grosso, assim como no nordeste do Paraguai. As sucessões sedimentares desta bacia estão agrupadas na supersequência Bauru. Esta supersequência é constituída por depósitos de arenitos e conglomerados alúvio-fluviais do grupos Bauru e eólicos do Grupo Caiuá, que foram depositados em ambiente continental semi-árido a desértico, o chamado deserto Caiuá. O Grupo Bauru é subdividido nas formações Adamantina, Marília e Uberaba, enquanto que o Grupo Caiuá é subdividido nas formações Goio-Erê, Rio Paraná e Santo Anastácio. Essas formações atingem até 300 metros de espessura, onde é comum a presença de paleossolos. Além disso, as rochas desta supersequência são ricas em fósseis, inclusive de dinossauros. Até o momento já foram encontrados restos fósseis de quatro espécies de dinossauros de grande porte, do grupo dos saurópodes, incluindo o Austroposeidon Magnificus e o Maxakalisaurus topai, respectivamente o maior e o segundo maior dinossauros já encontrados no Brasil. Em rochas da Fm. Goio-Erê foram encontrados, na cidade paranaense de Cruzeiro do Oeste, fósseis de pterossauros, répteis voadores extintos. Esta descoberta, realizada inicialmente por lavradores da cidade, foi considerada pelos geocientistas que estudaram os fósseis como de impacto mundial.  Ao longo do estudo, foi identificado um conjunto de fósseis de, no mínimo, 47 indivíduos de uma espécie desconhecida até o momento e batizada de Caiuajara dobruskii. Esta espécie viveu no Cretáceo superior, entre 93 e 83 milhões de anos atrás.

## Recursos naturais
A Bacia do Paraná possui extensas acumulações de recursos naturais que são explorados desde os tempos do Brasil Colônia:

### Água subterrânea
Um importante recurso natural presente na Bacia do Paraná é a água subterrânea do Aquífero Guarani, que constitui um dos maiores aquíferos do mundo e é a maior reserva subterrânea de água da América do Sul. O aquífero possui uma área de ocorrência de cerca de 1,2 milhões de km², um volume de aproximadamente 46 mil km³, espessuras que variam de zero a 800 m e profundidade máxima por volta de 1 800 metros. Cerca de 70% do aquífero situa-se no Brasil e o restante está localizado na Argentina, Paraguai e Uruguai. O Aquífero Guarani é formado principalmente por rochas arenosas de idade Triássica a Jurássica das formações Piramboia, Rosário do Sul e Botucatu, no Brasil, Misiones, no Paraguai, Buena Vista, no Uruguai e Tacuarembó, no Uruguai e na Argentina. É recoberto por espessas camadas de basaltos da Formação Serra Geral, sendo confinado em cerca de 90% de sua área total. A extração de água é maior no Brasil, a qual é utilizada para os mais diversos fins, como por exemplo, abastecimento público, estâncias termais e irrigação. Nos outros países, o principal uso é em estâncias termais.

### Recursos energéticos

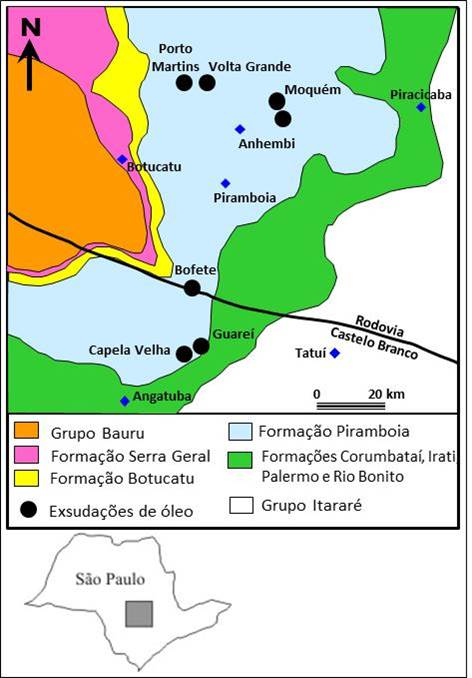
Ocorrências mais expressivas de exsudações de petróleo no Estado de São Paulo (modificado de Andrade & Soares in Thomaz Filho, 1982 apud Cabral, Cristiane Vargas, 2006)

Arenitos asfálticos: Existem diversas ocorrências de arenitos asfálticos aflorantes na Bacia do Paraná, sendo que as principais acumulações estão localizadas nas proximidades da cidade de Anhembi, estado de São Paulo, na borda leste da Bacia. A maior destas acumulações situa-se na Fazenda Betumita, com volume estimado de cerca de 5,7 milhões de barris de óleo. Os depósitos se concentram em arenitos da Formação Piramboia, de idade Triássica e correspondem a prováveis reservatórios de petróleo exumados, quando do soerguimento e erosão da borda leste da Bacia. Entre 1939 e 1946 houve extração destes arenitos para utilização em pavimentação e geração de óleo combustível.
Carvão: Desde o século XIX o carvão mineral é explorado na Bacia do Paraná, no Brasil e no Uruguai e ocorrem intercalados a arenitos e folhelhos da Formação Rio Bonito. Os recursos identificados de carvão no Brasil ultrapassam 32 bilhões de toneladas e estão localizados nos estados do Rio Grande do Sul e Santa Catarina e, subsidiariamente, no Paraná e São Paulo. As jazidas brasileiras de maior importância são oito: Sul-Catarinense (SC), Santa Terezinha, Chico Lomã, Charqueadas, Leão, Iruí, Capané e Candiota (RS), sendo essa última a maior jazida.
Folhelhos betuminosos: Desde 1972 a Petrobras opera uma planta industrial para extrair petróleo de folhelhos betuminosos da Formação Irati. O Processo Petrosix, uma patente da Petrobras, foi inteiramente desenvolvido pela companhia e obtêm óleo, gás e enxofre e é concluído com a recuperação da área afetada pela mineração, e reconstituição da fauna e flora nativas. Na pedreira são abundantes fragmentos fósseis de crustáceos e da fauna típica de Mesosaurus brasiliensis. Ocorrem duas camadas de folhelho rico em óleo, na Formação Irati, com teores médios de óleo de respectivamente 9,1% para a camada inferior e de 6,4% para a camada superior. As reservas são de cerca de 700 milhões de barris de óleo, nove milhões de toneladas de gás liquefeito (GLP), 25 bilhões de metros cúbicos de gás e 18 milhões de toneladas de enxofre.
Gás de carvão: A extração de gás metano aprisionada em camadas de carvão (Coalbed Methane) já é realizada comercialmente nos Estados Unidos e no Canadá. As camadas de carvão da Formação Rio Bonito são potencialmente produtoras de gás metano. Estudos realizados na Jazida Santa Terezinha, localizada na região nordeste do Rio Grande do Sul e situadas a profundidades entre 400 e 1 000 m, indicam reservas de gás de cerca de 5,5 bilhões de metros cúbicos.
Gás natural: Em 1996 a Petrobras fez a primeira e, até o momento, única descoberta de gás natural comercial na bacia, o Campo de Barra Bonita, no município de Pitanga, estado do Paraná. A jazida possui cerca de 10 km² e situa-se a uma profundidade média de 3.500m, em arenitos flúvio-deltaicos da Formação Campo Mourão, Grupo Itararé, de idade permo-carbonífera. A Petrobrás não teve interesse na exploração do campo e o devolveu à União. O campo foi então ofertado na 13ª Rodada, Acumulações Marginais, em 10 de dezembro de 2015, através da Agência Nacional do Petróleo, Gás Natural e Biocombustíveis, tendo sido arrematado pela empresa EPG Brasil. Atualmente o campo pertence à empresa Barra Bonita Óleo e Gás Ltda.. Desde julho de 2022 que o campo de Barra Bonita produz gás natural e condensado, sendo que o gás natural é utilizado para geração de energia elétrica .
Potencial hidrelétrico: O soerguimento da margem oriental da Bacia do Paraná gerou um revelo bastante acidentado na mesma. Este fato, aliado ao grande volume d’água, tanto do Rio Paraná, quanto de diversos afluentes, criou um enorme potencial hidrelétrico que é usado pelo Brasil, Paraguai e Argentina. Atualmente, existem dezenas de usinas hidrelétricas assentadas sobre as rochas da Bacia do Paraná, sendo que dezoito delas possuem potência instalada acima de 1 000 MW. As principais são as usinas hidrelétricas de Itaipu, a maior usina do mundo em capacidade de geração de energia elétrica, com potência instalada de 14 000 MW, Ilha Solteira e Yacyretá, ambas com mais de 3 000 MW de capacidade instalada.
Potencial petrolífero: A Bacia do Paraná tem sido alvo de campanhas exploratórias cíclicas a mais de um século, intercalando períodos curtos de maior atividade a longos períodos de baixa atividade exploratória. O potencial petrolífero da Bacia do Paraná ainda não foi totalmente explorado, com uma média de um poço perfurado a cada 10 000 km² da porção brasileira da bacia, principalmente devido à grande espessura de basaltos, que não só torna a perfuração de poços extremamente onerosa quanto prejudica a qualidade dos levantamentos sísmicos, essenciais para a pesquisa de hidrocarbonetos. Desde o final do século XIX existe interesse na prospecção de petróleo na bacia, quando foram identificadas ocorrências de arenitos asfálticos no flanco leste da mesma. Entre 1892 e 1897 foi perfurado o primeiro poço para exploração de petróleo no Brasil, no município de Bofete, em São Paulo. No entanto, somente foi recuperada água sulfurosa e dois barris de petróleo. Até o momento, somente ocorrências não comerciais de óleo foram encontrados na Bacia.
Até o presente, foram identificadas duas formações com potencial gerador convencional de hidrocarbonetos: os folhelhos negros da Formação Ponta Grossa, de idade Devoniana, com concentrações de matéria orgânica de 1,5 e 2,5% e picos de 4,6% e potencial gerador de 6 kg HC/ton rocha e os folhelhos negros da Formação Irati, do Permiano superior, com concentrações de matéria orgânica de 1 e 13% e picos de 23% e potencial gerador superior a 100–200 kg HC/ton rocha.
A partir de novembro de 2013, a porção brasileira da Bacia do Paraná retornou a ser alvo de exploração de petróleo e gás natural, com a realização da Décima Segunda Rodada de Licitações de Blocos de Petróleo e Gás Natural das bacias brasileiras, realizada pela Agência Nacional do Petróleo, Gás Natural e Biocombustíveis (ANP) do Brasil. Nesta rodada, foi licitado um total de 19 blocos situados na Bacia do Paraná, sendo que 14 blocos estão localizados no estado do Paraná e cinco blocos estão localizados no estado de São Paulo. Na Décima Quarta Rodada de Licitações, realizada em 2017, foi arrematado um bloco exploratório.
Urânio: Em 1969 foi descoberta uma jazida de urânio em arenitos, argilas carbonosas e carvões permianos da Formação Rio Bonito, com reservas de aproximadamente 8 000 t de U3O8 o que corresponde a cerca de 3% das reservas brasileiras. Localizado no município de Figueira, no estado do Paraná, a descoberta desta jazida foi resultado de um levantamento sistemático de carvões no sul e sudeste do Brasil.

### Recursos minerais
Em toda a extensão da Bacia do Paraná uma grande variedade de materiais são extraídos para uso nas indústrias da construção civil, cerâmica e de transformação, como por exemplo, ágata, ametista, arenito, argilas vermelha e refratária, basalto, calcário, cobre, caulim, folhelho, ouro, rochas ornamentais e varvito (na forma de lajotas). A maior jazida de ametista do mundo é encontrada na cidade de Ametista do Sul, no Rio Grande do Sul,  chamada de Capital Mundial da Ametista. Cerca de 75% da economia municipal é decorrente da mineração, beneficiamento e comércio de pedras semipreciosas como Ametista, Ágata e Topázio além de outros. A região do Rio Tibagi, no Estado do Paraná, constitui a segunda província diamantífera mais antiga do Brasil, relatada desde 1754, e a sua produção é oriunda de aluviões e terraços antigos. Estes depósitos diamantíferos foram certificados pelo Processo de Kimberley.

## Sítios geoturísticos

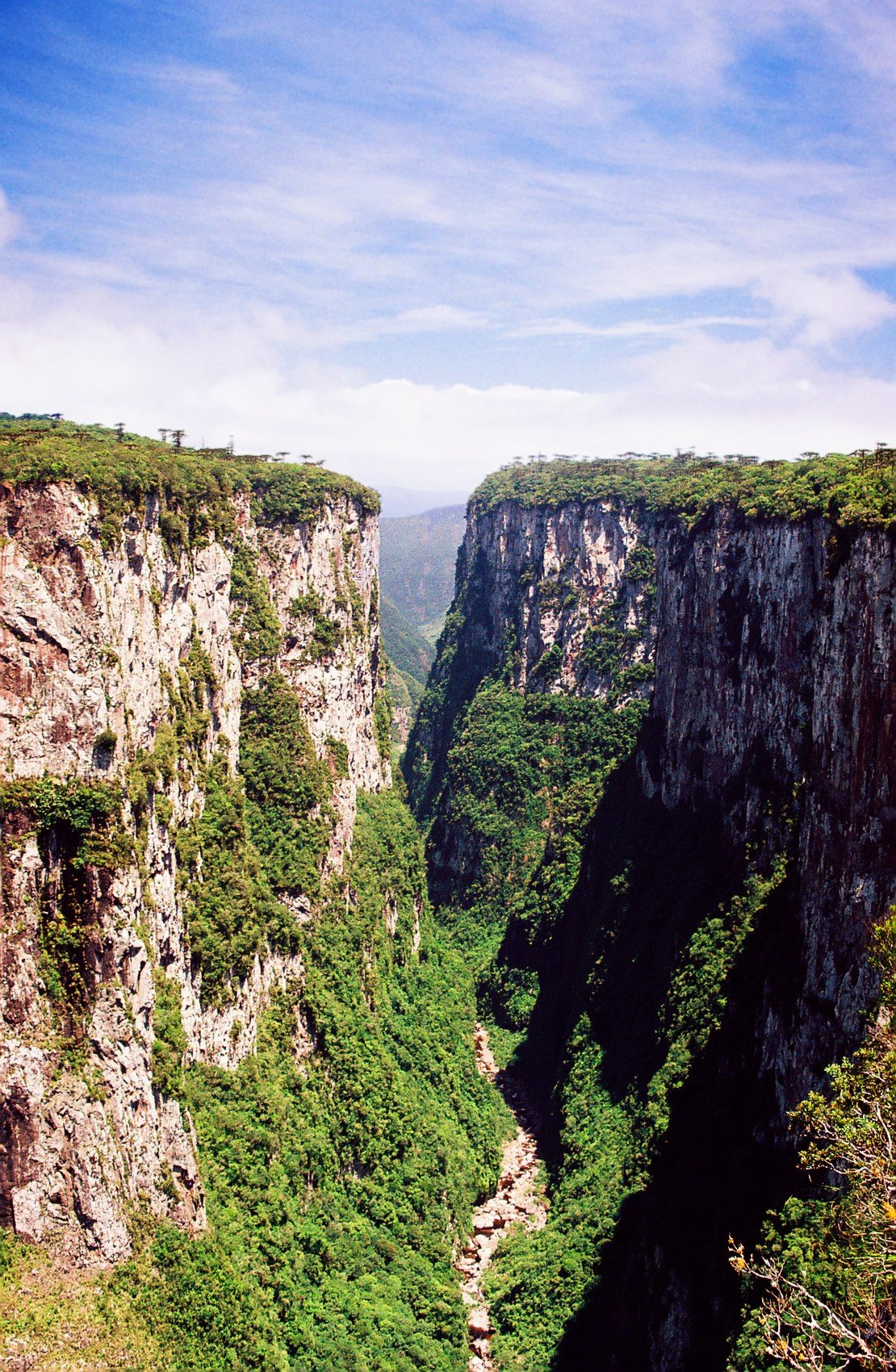
Afloramento de basaltos da Formação Serra Geral no Cânion do Itaimbezinho.

A evolução da Bacia do Paraná e o posterior soerguimento da borda leste da mesma, associada à abertura do Atlântico sul e à formação da Serra do Mar criou, através de erosão, o aparecimento de inúmeras feições geológicas impressionantes, que constituem um patrimônio natural de valor inestimável. A seguir, os sítios geológicos existentes na Bacia do Paraná, a maioria deles definidos pela Comissão Brasileira de Sítios Geológicos e Paleobiológicos:

### Sítios geomorfológicos
Cânions dos parques nacionais Aparados da Serra e Serra Geral: Estes cânions são feições geomorfológicas notáveis, criadas pelo corte abrupto do planalto que foi formado por rochas vulcânicas da Formação Serra Geral e cuja estruturação geológica possibilitou a formação de paredões verticalizados que, por uma extensão de cerca de 250 km, mostram uma formidável sucessão de cânions de até 900 metros de altura. Os cânions Itaimbezinho e Fortaleza constituem a paisagem mais espetaculares destes parques nacionais. Estão situados na Serra Geral, na divisa dos estados de Santa Catarina e Rio Grande do Sul;
Cânion Guartelá: O Cânion do Guartelá é um profundo desfiladeiro fluvial, com notáveis exposições de arenitos devonianos. Possui cerca de 30 km de extensão e desnível máximo de 450 m. Foi escavado pelo Rio Iapó que, através do cânion, vence a Escarpa Devoniana, cuesta que separa o Primeiro e o Segundo Planalto Paranaense. Situa-se entre os municípios de Castro e Tibagi, no Estado do Paraná;

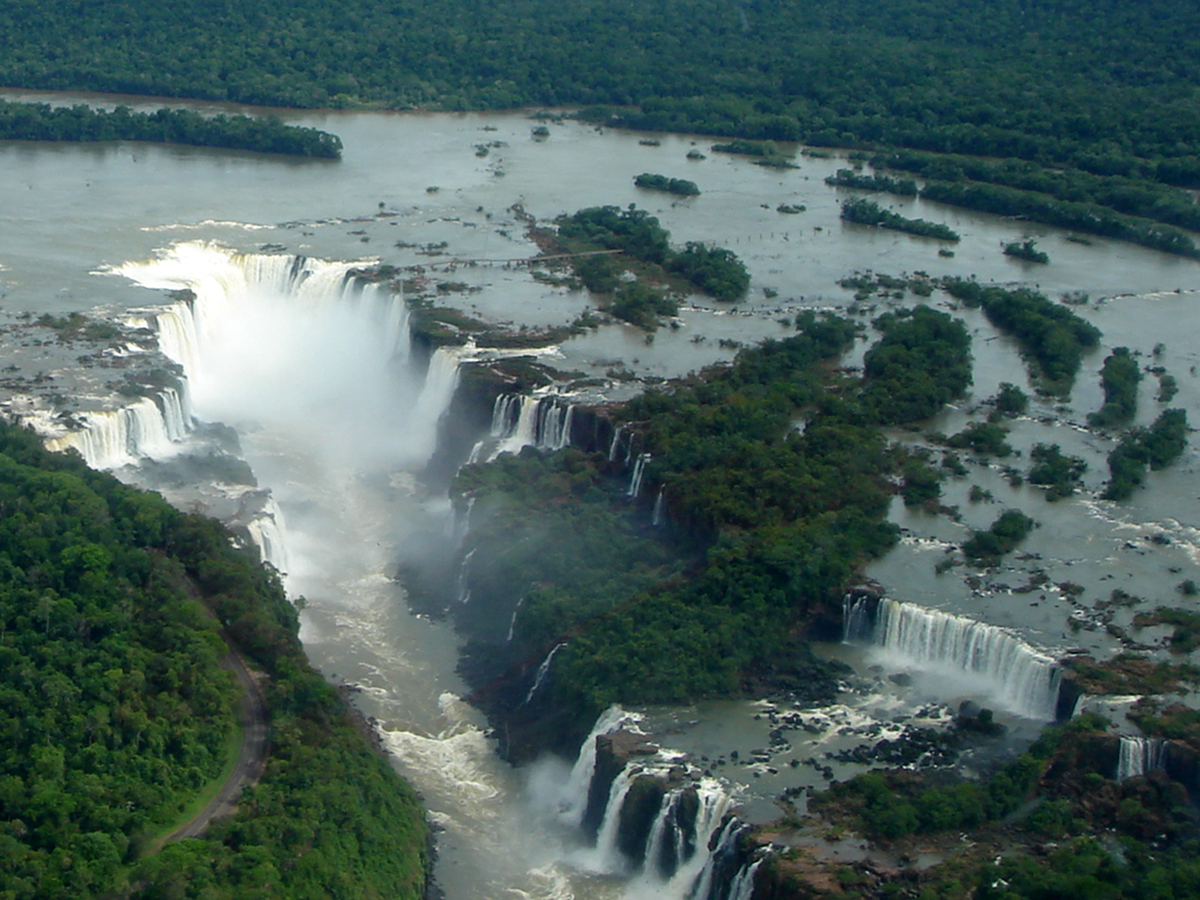
Afloramento de basaltos da Formação Serra Geral nas Cataratas do Iguaçu. Os diversos "degraus" mostram a sucessão de derrames vulcânicos

Cataratas do Iguaçu: Cataratas de fama mundial, estão situadas no Rio Iguaçu, na divisa Brasil-Argentina. Foram tombadas pela UNESCO como Patrimônio Natural da Humanidade em 1986. As cataratas se instalaram numa falha geológica que corta a sucessão de derrames vulcânicos basálticos da Formação Serra Geral. Em 11 de novembro de 2011, as Cataratas do Iguaçu foram consideradas uma das sete maravilhas naturais do mundo, organizada pela Fundação New 7 Wonders.
Escarpamento Estrutural Furnas: Representa um ressalto topográfico imponente, na forma de cuesta, no limite leste da Bacia do Paraná, separando o primeiro do segundo planalto paranaense. É formada pelos arenitos devonianos da Formação Furnas. Situa-se entre as cidades de Itapeva, no sul de São Paulo e Campo Largo, na região central do Paraná. Possui cerca de 260 km de extensão, altitudes entre 1 100 e 1 200 m e amplitudes altimétricas entre 100 e 200 m;

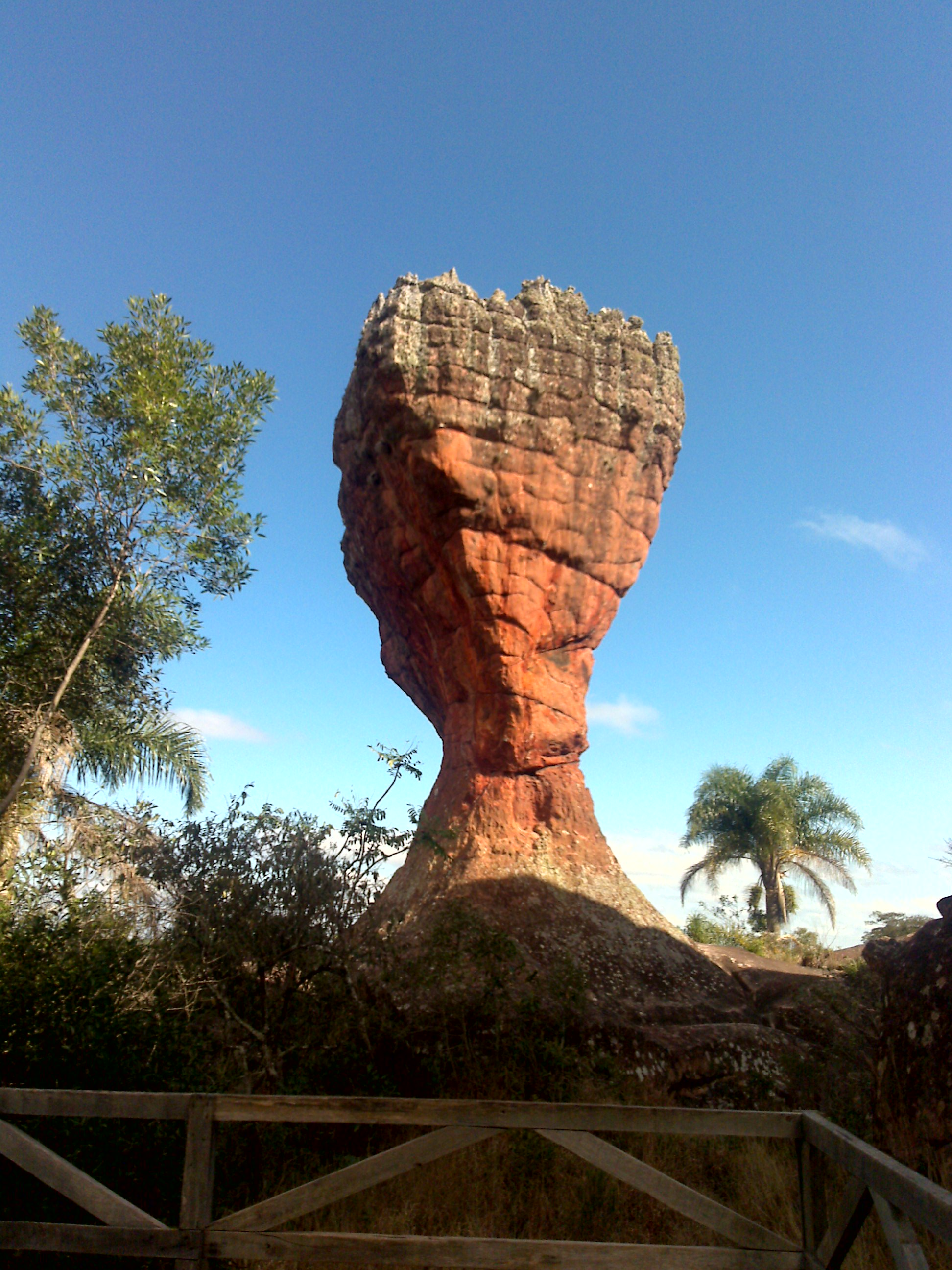
A Taça: Afloramento do Arenito Vila Velha no Parque Estadual de Vila Velha

Lagoa Dourada: A Lagoa Dourada faz parte dos sistemas de furnas, feições de desabamento atribuídas a fenômenos de erosão subterrânea do arenito Furnas ao longo de estruturas rúpteis e sedimentares que ocorrem na região do Parque Estadual de Vila Velha, Paraná;
Parque Estadual de Vila Velha: O parque é constituído por esculturas naturais impressionantes causadas pela erosão em arenitos do Grupo Itararé, denominados de Arenito Vila Velha. Estas esculturas apresentam altura variável de até 30m com forte impacto paisagístico, atraindo visitantes do Brasil e do mundo. Localização: Rodovia BR-373, Ponta Grossa, Paraná;
Parque Estadual do Caracol, localizado em Canela, Rio Grande do Sul, tem como principal atração a Cascata do Caracol, com 131 m de altura e que se implantou em rochas basálticas da Formação Serra Geral;
Serra do Rio do Rastro: Além da grande beleza da paisagem, é uma coluna estratigráfica clássica do antigo Continente Gondwana no Brasil. Localização: Rodovia SC-438, entre os municípios catarinenses de Lauro Müller e Bom Jardim da Serra. Na rodovia SC-438 afloram as supersequências Gondwana I a III, desde afloramentos do Grupo Itararé no sopé da serra, em Lauro Müller, até os basaltos da Formação Serra Geral, em Bom Jardim da Serra. O trecho da rodovia SC-438 nesta serra foi denominada de Coluna White, em homenagem ao geólogo Charles White.

### Sítios espeleológicos
Furna do Buraco do Padre: Localizada na borda leste da Bacia, a 24 km a leste-sudeste da cidade de de Ponta Grossa, Paraná, é uma furna situada no cruzamento de falhas e fraturas que cortam arenitos devonianos da Formação Furnas e que causaram erosão subterrânea. É possível o acesso ao interior da mesma, a pé, através do leito subterrâneo do Rio Quebra-Pedra. Dentro do Buraco do Padre ocorrem notáveis exposições de arenitos da Formação Furnas, com suas típicas estratificações cruzadas e plano-paralelas.

### Sítios paleoambientais

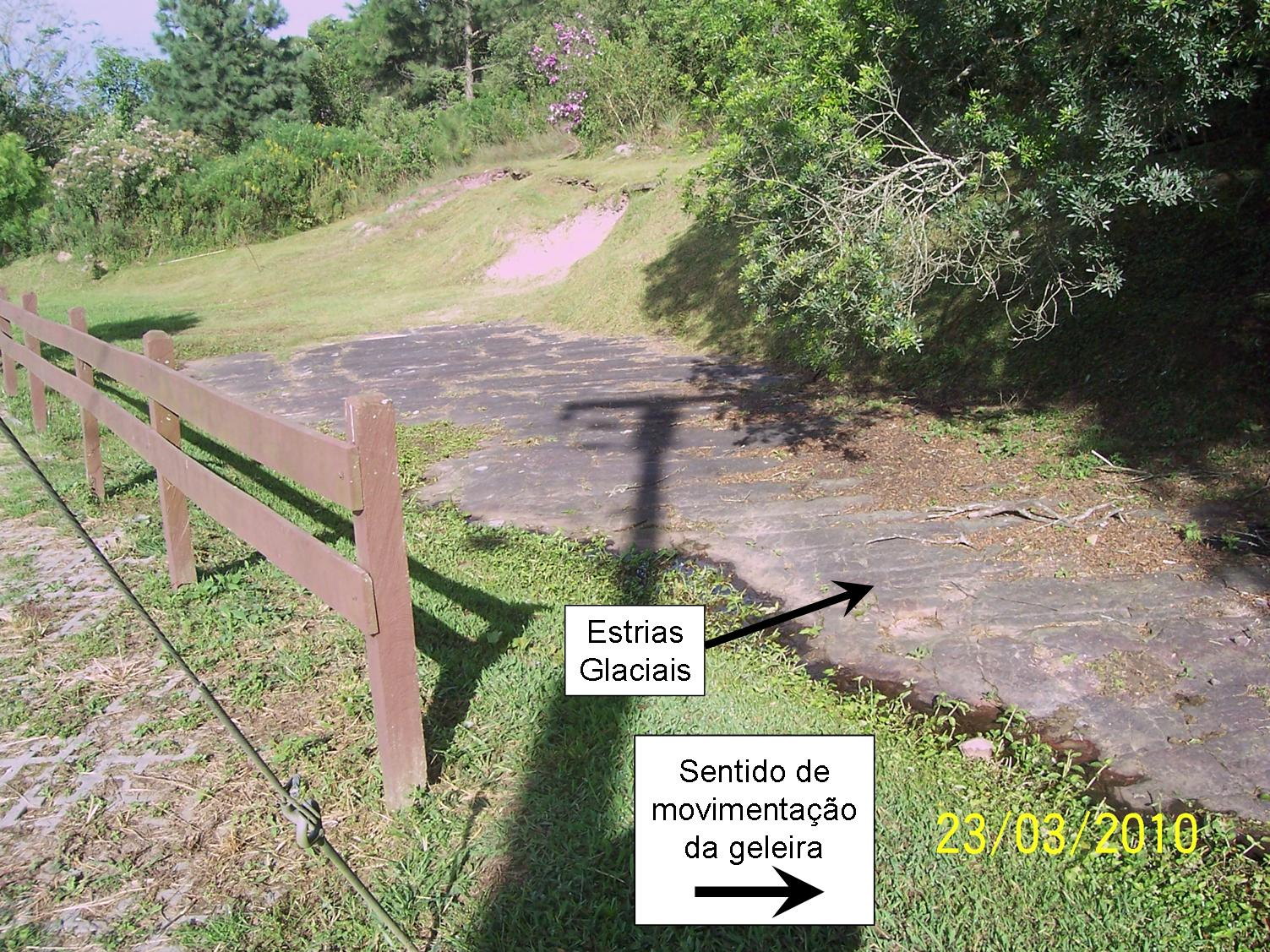
Estrias Glaciais de Witmarsum

Diversos sítios geológicos da Bacia do Paraná são importantes pois registram a grande glaciação que ocorreu do Carbonífero inferior ao Permiano inferior, entre 360 e 270 milhões de anos, quando toda porção sul do antigo Gondwana ficou coberto por espessas camadas de gelo:
Estrias Glaciais de Witmarsum: É um pavimento polido de arenito com estrias e sulcos de extensão métrica, causadas pelo movimento de geleiras. Situa-se na Colônia Witmarsum, BR-373, no município de Palmeira, Paraná. O afloramento foi tombado pela Secretaria da Cultura do Paraná;
Parque do Varvito: Situa-se no Município de Itu, Estado de São Paulo. É a melhor exposição de varvito na Bacia do Paraná, rocha formada em corpos de água, como lagos glaciais, pela deposição rítmica de pares da lâminas claras, mais espessas e arenosas e escuras, mais delgadas e argilosas. Outra feição marcante no parque são os clastos caídos, visíveis nas camadas de varvito. Possuem tamanho e composição diversos e são originários do degelo dos icebergs que flutuavam sobre os lagos;
Pavimento Estriado Guaraú: Localizado no município de Salto, SP, são representados por pavimentos estriados sobre granitos, formados pelo movimentos de geleiras que originaram a deposição de depósitos de diamictitos do Grupo Itararé;
Parque Rocha Moutonnée: Situado no município de Salto, São Paulo, é o único exemplar conhecido na Bacia do Paraná de estrutura de abrasão glacial denominada rocha moutonnée. A sua descoberta, feita por Marger Gutmans em 1946, foi um dos pontos mais importantes na comprovação da origem glacial das rochas do Grupo Itararé.

### Sítios paleontológicos

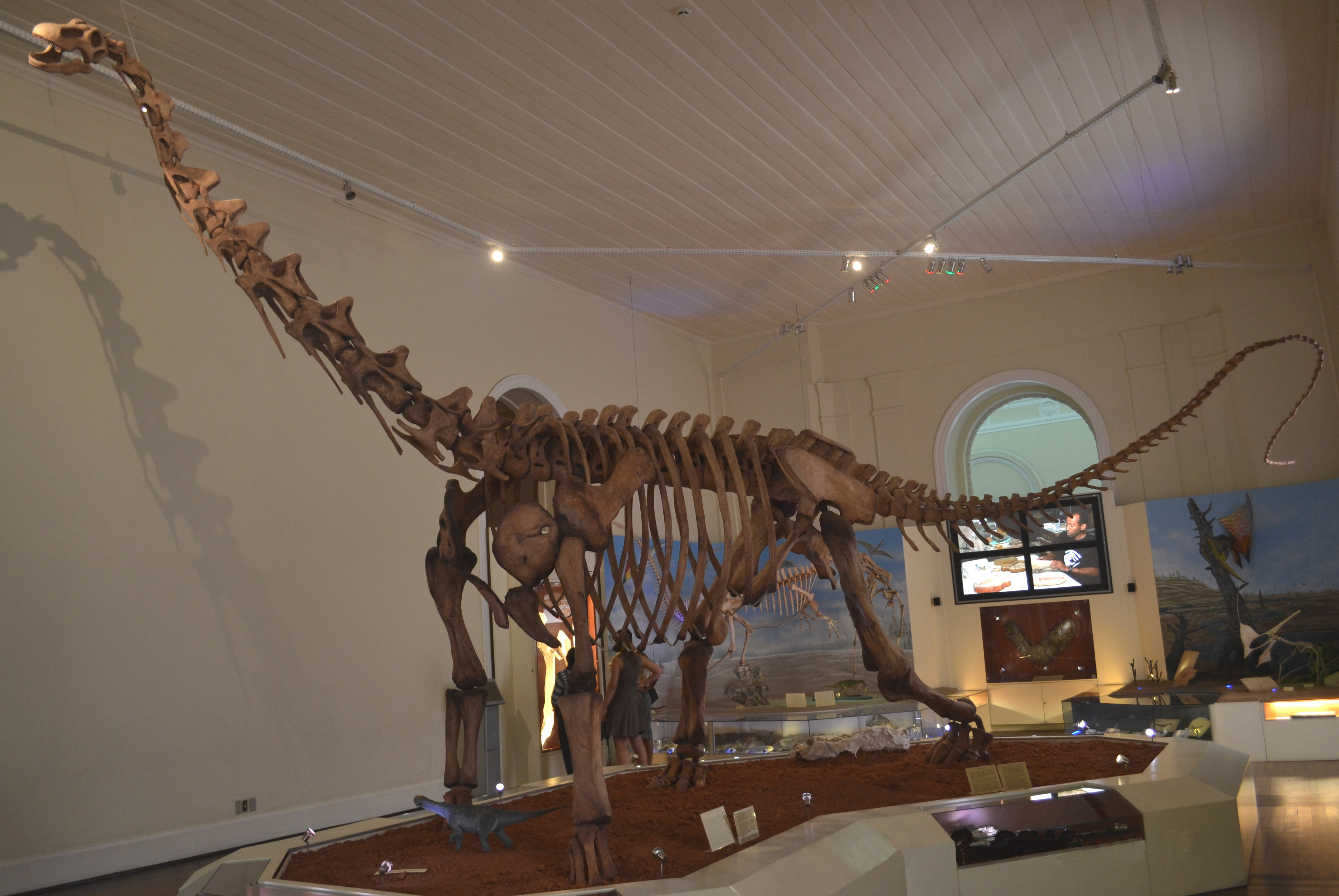
Esqueleto reconstituído do dinossauro Maxakalisaurus topai em exposição no Museu Nacional, Rio de Janeiro

Como já descrito na seção Estudos Pioneiros, a identificação de restos fósseis de animais e vegetais, na Bacia do Paraná, teve um importante papel para a Geologia em geral e o desenvolvimento inicial da Teoria da Deriva Continental em particular. A seguir, os principais sítios fossilíferos da Bacia do Paraná:
Afloramento Bainha, Flora Glossopteris do Permiano Inferior: Este afloramento da Formação Rio Bonito e que está situado no município de Criciúma, SC, é o sítio paleontológico brasileiro mais importante do maior e mais conhecido gênero da extinta ordem de samambaias com sementes, conhecidas como Glossopteris;
Austroposeidon: Na cidade de Presidente Prudente, sudoeste do estado de São Paulo, em rochas do Grupo Bauru, foram descobertos ossos fósseis pertencentes ao maior dinossauro já descoberto no Brasil. Este dinossauro, batizado de Austroposeidon Magnificus, pertence ao grupo dos Titanossauros e, quando adulto, media cerca de 25 m de comprimento. O grupo viveu no final do período Cretáceo.
Campo de Estromatólitos Gigantes de Santa Rosa de Viterbo: Em Santa Rosa de Viterbo, estado de São Paulo, afloram estromatólitos gigantes da Formação Irati, formados durante o Permiano médio;
Dinossauro Maxakalisaurus topai: Na Serra da Boa Vista, localizada no Triângulo Mineiro, foram encontrados fósseis de um dos maiores dinossauros já descoberto no Brasil, o Maxakalisaurus topai, um saurópode herbívoro de aproximadamente nove toneladas e 13 metros de comprimento e que viveu a aproximadamente 80 milhões de anos. A descoberta foi realizada em rochas do Grupo Bauru. Após votação popular foi denominado de Dinoprata, em homenagem à cidade mineira de Prata, em cujo município foi encontrado.  Uma réplica do esqueleto do dinossauro era exibida no Museu Nacional da Universidade Federal do Rio de Janeiro, localizado  na Quinta da Boa Vista, Rio de Janeiro, e é o primeiro dinossauro brasileiro de grande porte montado no país. No entanto, o incêndio que ocorreu no Museu no dia dois de setembro de 2018 destruiu a réplica;
Icnofósseis da Usina Porto Primavera: São constituídos por rastros fósseis (icnofósseis) de dinossauros e de mamíferos cretácicos. Os rastros ocorrem em arenitos depositados por dunas eólicas do antigo deserto Caiuá, da Formação Rio Paraná (Grupo Caiuá). Este sítio geológico está localizado na margem esquerda do rio Paraná, a jusante da represa da Usina Hidroelétrica de Porto Primavera, município de Rosana, na região do Pontal do Paranapanema, São Paulo;
Mesossauros da Serra do Caiapó: Este sítio geológico, localizado em Montividiu, Goiás é composto por afloramentos de rochas da Formação Irati. O sítio destaca-se pelo registro fossilífero de mesossauros permianos, sendo assinalada a presença de Brazilosaurus sanpauloensis, um vertebrado fóssil importante na história da Deriva Continental;
Pinheiro de Pedra é um sítio paleontológico localizado na comunidade de Campo de Ponte Nova, município de Prudentópolis, Paraná. O sítio é formado por troncos fósseis de árvores coníferas que viveram entre 260 e 270 milhões de anos, durante o Período Geológico (Permiano) e ficaram preservados em sedimentos da Formação Geológica Teresina;
Répteis Fósseis de General Salgado, SP:Em General Salgado, São Paulo, ocorre um dos maiores complexos fossilíferos já descobertos em rochas cretácicas da Bacia do Paraná;
Serra do Cadeado, PR: A Serra do Cadeado, que separa o segundo do terceiro planalto paranaense, representa uma sucessão de rochas que abrange desde o Permiano até o Cretáceo. Esta serra possui um rico registro paleontológico, composto de plantas, moluscos, principalmente bivalves, ostrácodes e raros insetos, além de uma fauna significativa de tetrápodes aquáticos, sendo o principal o dicinodonte Endothiodon;
Sítio Fossilífero de Pirapozinho: Está localizado no município de Pirapozinho, São Paulo, no leito do ramal desativado de Dourados da antiga Estrada de Ferro Sorocabana, entre os municípios de Pirapozinho e Presidente Prudente. É um extraordinário depósito de fósseis de quelônios (tartarugas), em rochas do Grupo Baurú, de idade Cretácea. Além dos fósseis de tartarugas, são encontrados fósseis de peixes, crustáceos e plantas carófitas;

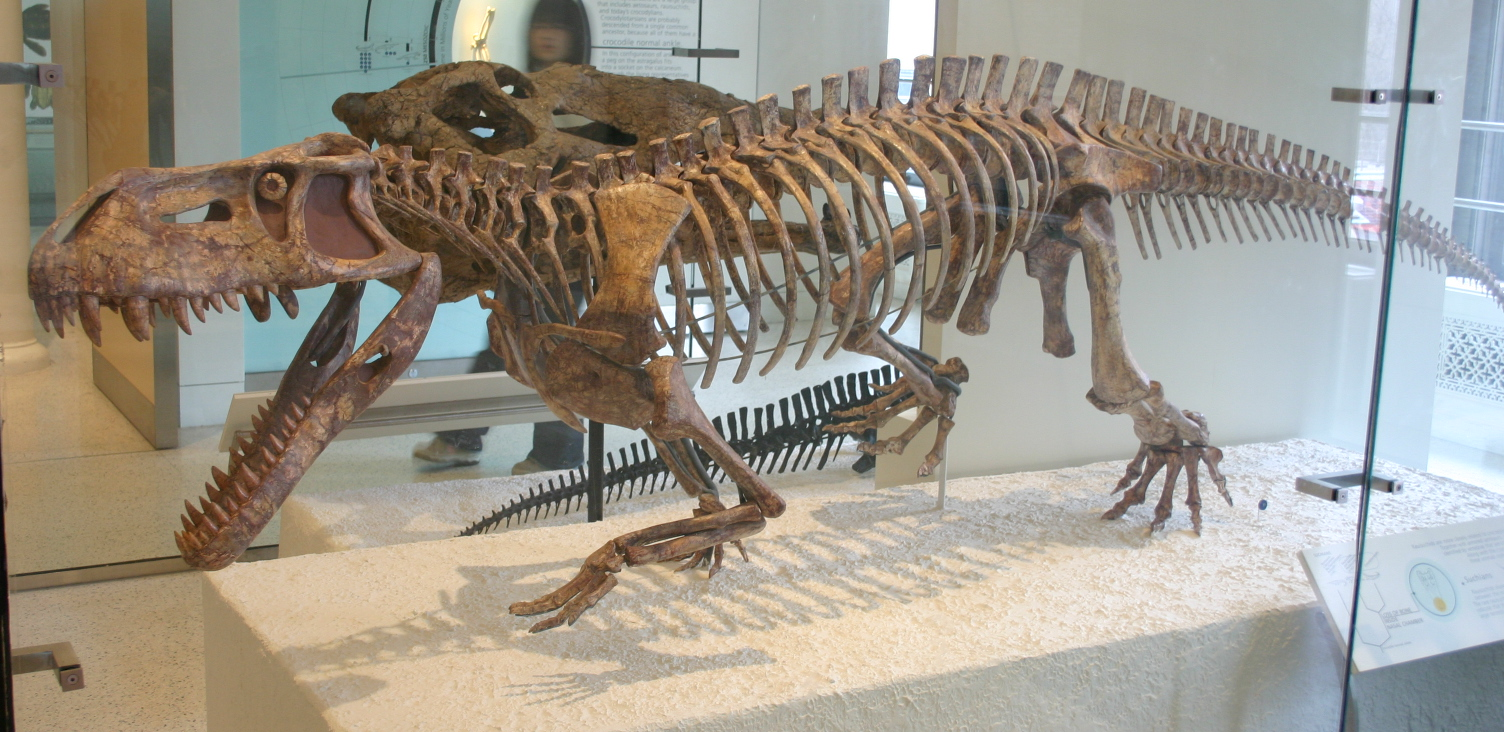
Esqueleto de Prestosuchus chiniquensis, espécie extinta de réptil do Triássico da Bacia do Paraná.

Sítio Jaguariaíva: O sítio está situado no município de Jaguariaíva, Paraná. Os afloramentos da Formação Ponta Grossa, localizados no ramal ferroviário entre as cidades de Jaguariaíva e Arapoti, são ricos em fósseis de invertebrados marinhos devonianos da Formação Ponta Grossa, de grande importância paleobiogeográfica. Os principais fósseis encontrados são moluscos, trilobitas, crinoides, braquiópodes, Conulata e Tentaculitoidea;
Sítios Paleobotânicos do Arenito Mata: Estes sítios estão localizados nos municípios gaúchos de Mata e São Pedro do Sul, Estado do Rio Grande do Sul. De idade Triássica, são uma das mais importantes "florestas petrificadas" do planeta. Os fósseis são constituídos por restos de coníferas e ocorrem na forma de fragmentos de pequeno a grande porte em arenitos fluviais (depositados por rios);
Sítio Paleontológico de Cruzeiro do Oeste: 
A região de Cruzeiro do Oeste, Paraná, é um importante sítio paleontológico, onde foram encontrados inúmeros conjuntos de fósseis de pterossauros e dinossauros, e que viveram no período Cretáceo. Na região ocorre uma das maiores concentrações de fósseis de pterossauros do mundo, tendo sido descrito as espécies Caiuajara dobruskii, Keresdrakon vilsoni e Torukjara. Foram também encontrados espécimes dos dinossauros Vespersaurus e Berthasaura, além do lagarto Gueragama sulamericana.

.

Tetrápodes Triássicos do Rio Grande do Sul (Vertebrados fósseis de fama mundial): Os afloramentos onde são encontrados estes fósseis de tetrápodes (com quatro membros) estão situados na região central do estado do Rio Grande do Sul, em sedimentos das formações Sanga do Cabral, Santa Maria e Caturrita, todas de idade Triássica;
Sítio paleontológico Peirópolis e Serra da Galga: Em Uberaba, Minas Gerais, ocorrem dois sítios geológicos, Peirópolis e Serra da Galga, que apresentam uma das mais ricas faunas de vertebrados e invertebrados do Cretáceo Superior do Brasil. Os depósitos fossilíferos estão localizados em rochas da Formação Marília, do Grupo Bauru, e são formados por fósseis de crocodilomorfos, dinossauros e outros répteis, além de anfíbios.

### Sítios de crateras de impactos
Apesar de crateras de impactos, chamados de astroblemas, não terem sua origem relacionadas a bacias sedimentares, por serem relacionados a quedas de meteoritos ou cometas na superfície de corpos celestes como a Terra, até o momento três crateras causadas por corpos extraterrestres foram identificados sobre rochas da Bacia do Paranáː
Cratera de Araguainha: A Cratera de Araguainha é o maior astroblema conhecido na América do Sul. Está localizada na divisa dos estados de Goiás e do Mato Grosso, sendo que o Rio Araguaia corta a estrutura ao meio. Foi formada próxima ao limite Permiano-Triássico, a cerca de 245 milhões de anos atrás. Possui cerca de 40 km de diâmetro e afeta rochas paleozoicas da Bacia do Paraná;
Cratera de Vargeão: A Cratera de Vargeão foi formada sobre rochas vulcânicas basálticas da Formação Serra Geral, a pelo menos 125 milhões de anos. Está localizada na região oeste do Estado de Santa Catarina, abrangendo os municípios de Faxinal dos Guedes, Passos Maia e Vargeão. Possui diâmetro de cerca de 12 km de diâmetro e constitui uma das raras crateras formadas em basaltos existentes na Terra;
Cratera de Vista Alegre: A cratera de Vista Alegre foi formada sobre rochas vulcânicas basálticas da Formação Serra Geral, a pelo menos 125 milhões de anos. Está localizada na localidade de Vista Alegre, município de Coronel Vivida, sudoeste do estado do Paraná. Possui diâmetro de cerca de 9,5 km de diâmetro e constitui uma das rara crateras formadas em basaltos existentes na Terra.